# Dimityr Dimow (pisarz)
Dymityr Todorow Dimow, (bułg. Димитър Тодоров Димов, ur. 25 czerwca 1909 w Łoweczu, zm. 1 kwietnia 1966 w Bukareszcie) – bułgarski pisarz.

## Życiorys
Był z wykształcenia lekarzem weterynarii. Od 1953 był profesorem w Instytucie Weterynarii w Sofii.
Jako pisarz debiutował w 1938 powieścią Poruczik Benc (Поручик Бенц). Jego najbardziej znaną powieścią jest wydany w 1955 Tytoń (Тютюн), przedstawiający szeroką panoramę społeczeństwa bułgarskiego w okresie przemian społeczno-politycznych po II wojnie światowej. Powieść została sfilmowana w 1961 przez Nikołę Korabowa.
Akcja powieści Skazańcy (Осъдени души) oraz sztuki Postój w Arco-Iris (Почивка в Арко Ирис) dzieją się w czasie hiszpańskiej wojny domowej. Skazańcy zostali sfilmowani w 1975 przez Wyło Radewa (polski tytuł Dusze stracone) z Janem Englertem w jednej z głównych ról.
Dimow był przewodniczącym Związku Pisarzy Bułgarskich w latach 1964–1966. Jego córka Teodora Dimowa, podobnie jak ojciec, jest pisarką.

## Książki Dimowa wydane w języku polskim
- Tytoń wyd. 1 1956; wyd. 2 Czytelnik 1975
- Skazańcy PIW 1974 (seria Klub Interesującej Książki)[4]